# Chemin-d'Aisey
Chemin-d'Aisey est une commune française située dans le canton de Châtillon-sur-Seine du département de la Côte-d'Or, en région Bourgogne-Franche-Comté.

## Géographie

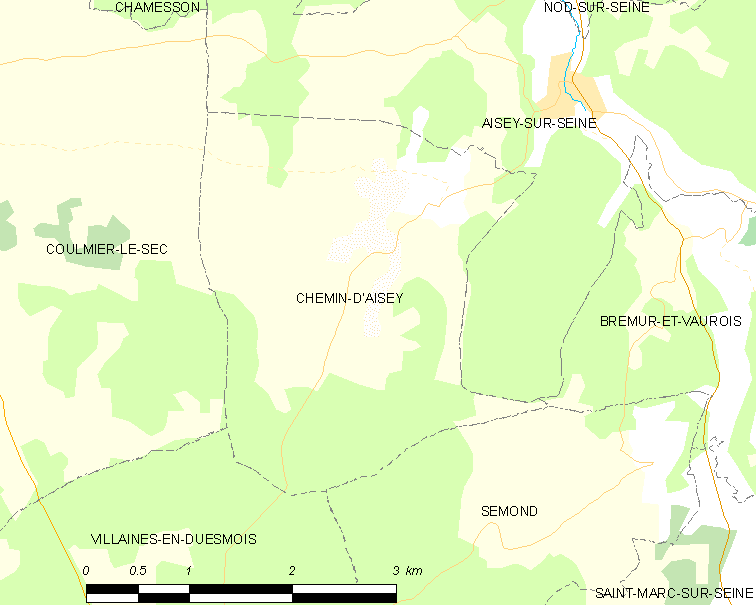

Sur le bord du plateau du Duesmois, en haut du versant rive gauche de la Seine, Chemin-d'Aisey est une petite commune 8,5 km2 doucement vallonnée où alternent, à parts à peu près égales, bois de feuillus et champs agricoles. Il n'y a pas de cours d'eau sur le territoire, mais on trouve tout de même quelques prairies dans le haut de la combe qui descend vers la Seine sur la commune voisine d'Aisey-sur-Seine, le long du Coteau Chaud. Dans cette combe se trouve le point bas du finage à 285 m d'altitude, tout près de la source qui alimentait le lavoir d'Aisey avant qu'elle ne soit captée. Le village est installé près des prairies dans la combe à 317 m, excentré au nord-est de la commune. Les champs et les bois occupent les hauteurs, les bois plus généralement au sud où ils se prolongent sur la commune voisine de Semond, la limite entre les deux marque le point culminant à 389 m au sud-est dans le bois des Essarts. Chemin-d'Aisey est à l'écart des grandes routes sur la D 101A entre Aisey-sur-Seine et Villaines-en-Duesmois.

### Hameaux, écarts, lieux-dits
La population est regroupée dans le village, la commune n'a pas de hameau rattaché.
- Habitat ou bâti écarté : ferme de la Borde.
- Lieux-dits d'intérêt local : le Grand Saussis, le Coteau Chaud, chemin des Lochets.

### Climat
Pour des articles plus généraux, voir Climat de la Bourgogne-Franche-Comté et Climat de la Côte-d'Or.
En 2010, le climat de la commune est de type climat des marges montargnardes, selon une étude du Centre national de la recherche scientifique s'appuyant sur une série de données couvrant la période 1971-2000. En 2020, Météo-France publie une typologie des climats de la France métropolitaine dans laquelle la commune est exposée à un climat océanique altéré et est dans la région climatique  Lorraine, plateau de Langres, Morvan, caractérisée par un hiver rude (1,5 °C), des vents modérés et des brouillards fréquents en automne et hiver. 
Pour la période 1971-2000, la température annuelle moyenne est de 9,7 °C, avec une amplitude thermique annuelle de 15,8 °C. Le cumul annuel moyen de précipitations est de 926 mm, avec 12,7 jours de précipitations en janvier et 8,3 jours en juillet. Pour la période 1991-2020, la température moyenne annuelle observée sur la station météorologique de Météo-France la plus proche, « Châtillon/Seine », sur la commune de Châtillon-sur-Seine à 13 km à vol d'oiseau, est de 10,8 °C et le cumul annuel moyen de précipitations est de 832,8 mm,. Pour l'avenir, les paramètres climatiques de la commune estimés pour 2050 selon différents scénarios d'émission de gaz à effet de serre sont consultables sur un site dédié publié par Météo-France en novembre 2022.

## Urbanisme

### Typologie
Au 1er janvier 2024, Chemin-d'Aisey est catégorisée commune rurale à habitat dispersé, selon la nouvelle grille communale de densité à 7 niveaux définie par l'Insee en 2022.
Elle est située hors unité urbaine. Par ailleurs la commune fait partie de l'aire d'attraction de Châtillon-sur-Seine, dont elle est une commune de la couronne,. Cette aire, qui regroupe 60 communes, est catégorisée dans les aires de moins de 50 000 habitants,.

### Occupation des sols
L'occupation des sols de la commune, telle qu'elle ressort de la base de données européenne d’occupation biophysique des sols Corine Land Cover (CLC), est marquée par l'importance des territoires agricoles (66,4 % en 2018), une proportion sensiblement équivalente à celle de 1990 (66,3 %). La répartition détaillée en 2018 est la suivante : terres arables (56 %), forêts (29,9 %), zones agricoles hétérogènes (10,3 %), milieux à végétation arbustive et/ou herbacée (3,7 %). L'évolution de l’occupation des sols de la commune et de ses infrastructures peut être observée sur les différentes représentations cartographiques du territoire : la carte de Cassini (XVIIIe siècle), la carte d'état-major (1820-1866) et les cartes ou photos aériennes de l'IGN pour la période actuelle (1950 à aujourd'hui).

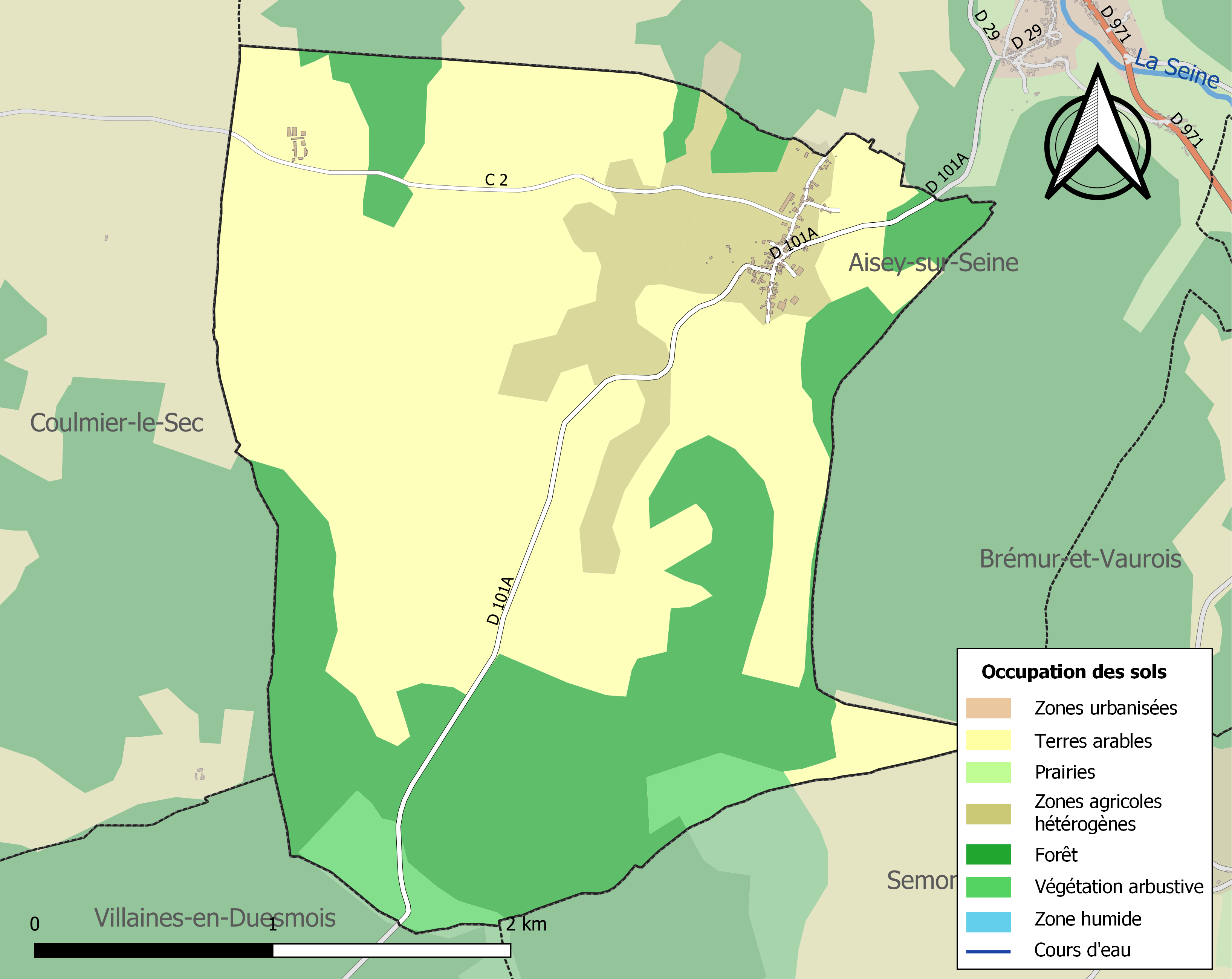
Carte des infrastructures et de l'occupation des sols de la commune en 2018 (CLC).

## Histoire

### Antiquité
Le village doit son nom à une voie protohistorique qui suivait le cours de la Seine sur le plateau.

### Moyen Âge
Rattachés à Aisey les habitants sont affranchis par Hugues IV de Bourgogne en même temps que cette seigneurie dès 1237. Celle-ci passe du duché de Bourgogne au royaume de France à la mort de Charles le Téméraire.

## Politique et administration
| Période                                  | Période  | Identité           | Étiquette | Qualité      |
| ---------------------------------------- | -------- | ------------------ | --------- | ------------ |
|                                          |          | Gaston Dartois     |           |              |
| avant 1988                               | 1989     | Ernest Foulnier    |           |              |
| 1989                                     | 2014     | Michel Molé        |           |              |
| 2014                                     | 2020     | Florence Molé      |           | Agricultrice |
| 2020                                     | En cours | Jean-Pierre Moiret |           |              |
| Les données manquantes sont à compléter. |          |                    |           |              |

## Démographie
L'évolution du nombre d'habitants est connue à travers les recensements de la population effectués dans la commune depuis 1793. Pour les communes de moins de 10 000 habitants, une enquête de recensement portant sur toute la population est réalisée tous les cinq ans, les populations de référence des années intermédiaires étant quant à elles estimées par interpolation ou extrapolation. Pour la commune, le premier recensement exhaustif entrant dans le cadre du nouveau dispositif a été réalisé en 2006.

En 2022, la commune comptait 63 habitants, en évolution de −10 % par rapport à 2016 (Côte-d'Or : +0,82 %, France hors Mayotte : +2,11 %).
| 1793 | 1800 | 1806 | 1821 | 1831 | 1836 | 1841 | 1846 | 1851 |
| ---- | ---- | ---- | ---- | ---- | ---- | ---- | ---- | ---- |
| 180  | 156  | 151  | 172  | 180  | 199  | 179  | 192  | 193  |

| 1856 | 1861 | 1866 | 1872 | 1876 | 1881 | 1886 | 1891 | 1896 |
| ---- | ---- | ---- | ---- | ---- | ---- | ---- | ---- | ---- |
| 182  | 184  | 176  | 160  | 156  | 172  | 160  | 166  | 150  |

| 1901 | 1906 | 1911 | 1921 | 1926 | 1931 | 1936 | 1946 | 1954 |
| ---- | ---- | ---- | ---- | ---- | ---- | ---- | ---- | ---- |
| 142  | 132  | 130  | 125  | 141  | 110  | 124  | 113  | 110  |

| 1962 | 1968 | 1975 | 1982 | 1990 | 1999 | 2006 | 2011 | 2016 |
| ---- | ---- | ---- | ---- | ---- | ---- | ---- | ---- | ---- |
| 118  | 114  | 83   | 67   | 80   | 70   | 56   | 69   | 70   |

| 2021 | 2022 | - | - | - | - | - | - | - |
| ---- | ---- | - | - | - | - | - | - | - |
| 67   | 63   | - | - | - | - | - | - | - |

## Lieux, monuments et pôles d'intérêt
En 2016, la commune n'a pas de monument classé à l'inventaire des monuments historiques, elle compte 9 monuments ou édifices et 12 objets répertoriés à l'IGPC (inventaire général du patrimoine culturel).
- Nombreuses croix monumentales dans et autour du village, dont la croix de cimetière, répertoriées IGPC.
- Mairie du XIXe siècle en pierres de taille et moellons, à deux étages, le deuxième en surcroît dans le toit (IGPC 1993)[19].

- Église de la Nativité construite au XIXe siècle par Converset, architecte de Châtillon-sur-Seine (IGPC 1993)[20], a conservé sa statuaire classée également à l'IGPC : un saint Roch, un évêque et deux orants en pierre polychrome du XVIe siècle et une sainte Catherine du XVIIIe siècle en bois peint.

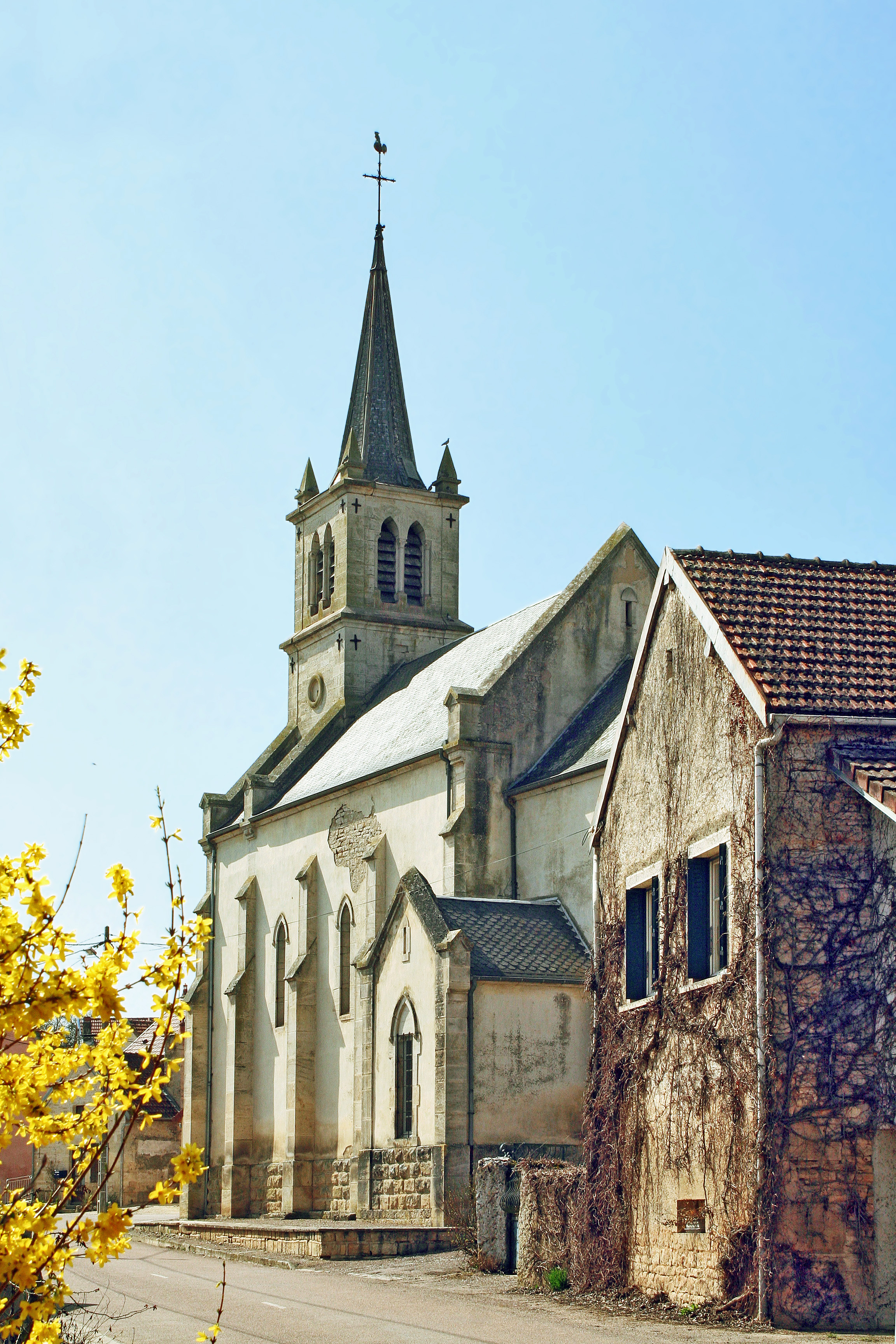
Abside et pignon découvert de l'église.
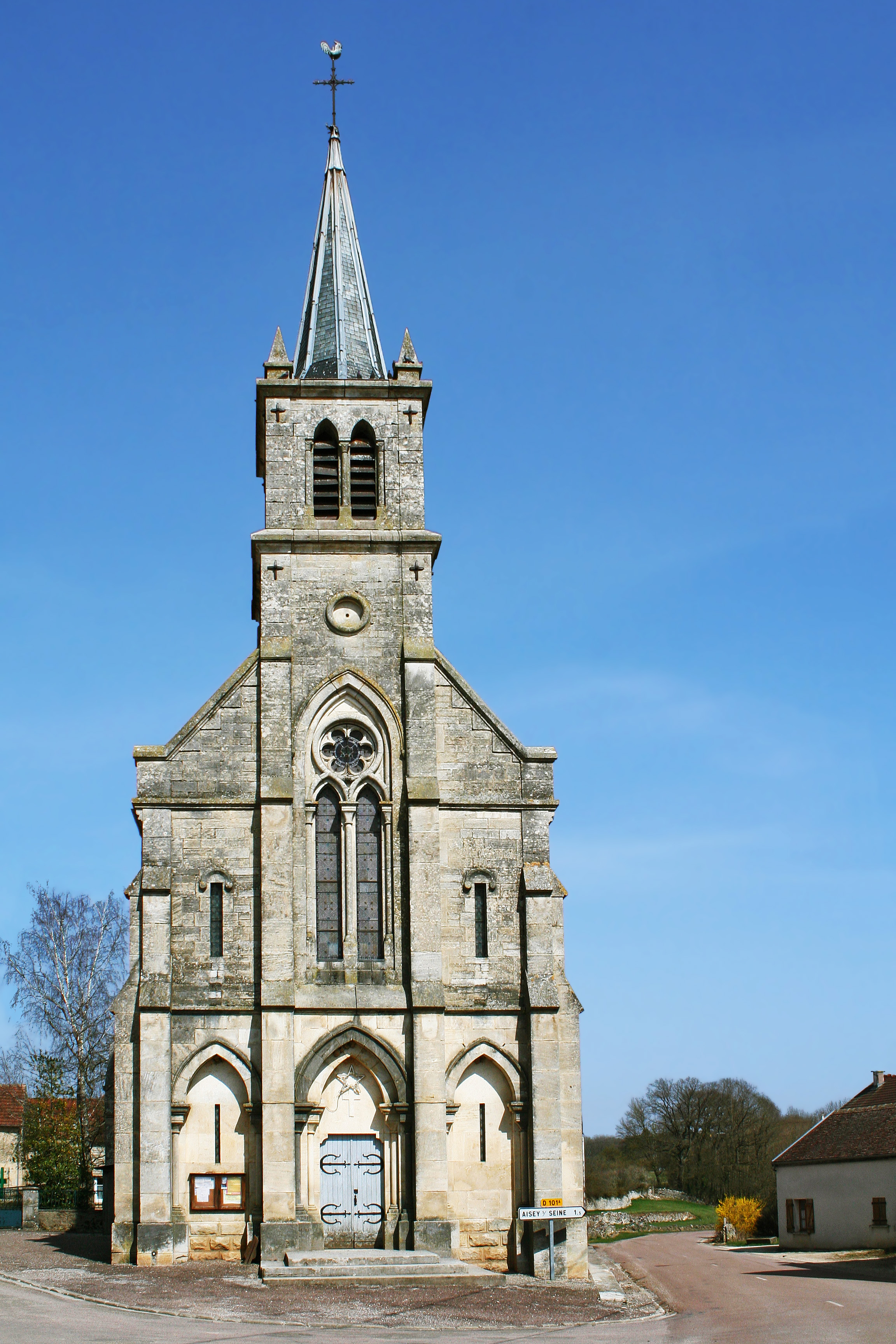
Façade, à droite la route d'Aisey-sur-Seine.

## Personnalités liées à la commune
- Marcel Mars (1906-1944)[21], résistant, fait prisonnier puis fusillé lors de la bataille de la forêt de Châtillon du 10 juin 1944.

## Héraldique
| Blason | Blasonnement : D'or au chef de gueules, à la bande componnée aussi d'or et de sable de cinq pièces brochant sur le tout. |